# Il vizietto americano
Il vizietto americano (The Ritz) è un film del 1976 diretto da Richard Lester basato sull'opera teatrale  The Ritz scritta da Terrence McNally.
L'attrice Rita Moreno, che ha vinto un Tony Award per la sua parte di Googie Gomez nell'opera teatrale di Broadway del 1975, e molti altri attori del cast originale come Jack Weston, Jerry Stiller e F. Murray Abraham sono stati scelti anche per l'adattamento cinematografico in questione. Il film, Jack Weston e Rita Moreno hanno tutti ricevuto le nomination al Golden Globe come miglior film commedia. 
Il film non è uscito nei cinema italiani. Era infatti inedito fino al 1987, allorché uscì doppiato e con un titolo italiano sugli schermi di Rete 4.

## Trama
Gaetano Proclo è un imprenditore di Cleveland nel campo dei rifiuti, la cui moglie appartiene alla famiglia mafiosa italoamericana dei Vespucci. Gaetano si reca a New York con la sua famiglia per far visita al suocero gravemente malato, il quale, appena prima di morire, ordina a suo figlio Carmine (ossia al cognato di Gaetano) di uccidere Gaetano. Subito dopo i funerali Gaetano, in cerca di un rifugio, chiede a un tassista di condurlo in un luogo in cui nessuno possa rintracciarlo. Il tassista, a sua insaputa, lo accompagna in una sauna gay chiamata The Ritz, dove si verificheranno una serie di gag comiche e nella quale arriverà anche il cognato, che cercherà di ucciderlo.
Alla fine Gaetano scopre che il vero motivo per cui vogliono ucciderlo è la sua partecipazione alla società di famiglia, che la sauna gay appartiene al cognato, così come la compagnia di taxi che l'aveva condotto in quel posto, e che era stato il cognato stesso a farlo finire nella sauna al fine di commettere un "delitto di passione". La trama fa da sfondo a tutta una serie di gag comiche e situazioni ridicole che sembrano essere il vero fulcro del film.

## Curiosità
- Il titolo originale del film è The Ritz, mentre in italiano si è scelto il titolo Il vizietto americano. In Italia il film non è uscito nelle sale. Era sconosciuto in Italia fino al 1987, allorché uscì doppiato e con un titolo italiano sugli schermi di Rete 4. Il doppiaggio e la traduzione del titolo sono probabilmente postumi. Il titolo si ispira al film Il vizietto (1978) e ai suoi seguiti.
- Il film rappresenta un viaggio all'interno delle saune gay dell'epoca, nelle quali gli omosessuali vivevano la loro sessualità privi di contatti col mondo esterno (finestre posticce). Nel film non sono presenti baci oppure abbracci arditi tra omosessuali, solo il contesto lo lascia intendere.
- Nel film sono anche enfatizzati i tipici comportamenti degli immigrati italoamericani, quali gesticolare, parlare in italiano, gridare. Il loro linguaggio in inglese è spesso sgrammaticato (ne è un esempio l'uso della doppia negazione). Come spesso accade, queste caratteristiche si sono inevitabilmente perse nel doppiaggio in italiano.